# Laura Dundovic
Laura Dundovic est une actrice, mannequin et présentatrice de télévision australienne née en 1986.

## Biographie
Laura Dundovic naît en 1987 et grandit à Sydney. Elle a une ascendance croate.
Elle est la partenaire du rugbyman Quade Cooper.
Elle souffre de la Thyroïdite de Hashimoto.

### Mannequinat
Elle représente l'Australie au concours de Miss Univers 2008 et termine dans le Top10.

### Télévision
Elle présente la version australienne de L'amour est aveugle (Dating in the Dark Australia).